# U-Bahnhof Affori FN
Der U-Bahnhof Affori FN (Verkürzung von „Affori Ferrovienord“) ist ein unterirdischer Bahnhof der U-Bahn Mailand. Er befindet sich im Stadtteil Affori neben dem gleichnamigen S- und Regionalbahnhof.

## Geschichte
Der U-Bahnhof Affori FN wurde am 26. März 2011 bei der Verlängerung vom U-Bahnhof Maciachini zum U-Bahnhof Comasina eröffnet.

## Lage
Der Bahnhof befindet sich in unterirdischer Lage unter der Via Alessandro Astesani, in unmittelbarer Nähe zum S- und Regionalbahnhof Affori. Der Bahnhof verfügt über zwei Gleise mit Seitenbahnsteigen. Über dem Gleisniveau befindet sich ein Zwischengeschoss mit Zutrittskontrolle. Die architektonische Ausstattung wurde wie bei allen Bahnhöfen der Linie M3 von den Architekten Claudio Dini und Umberto Cappelli gestaltet.

## Anbindung
| Linie | Verlauf |
| ----- | --- |
|       | Comasina – Affori FN – Affori Centro – Dergano – Maciachini – Zara – Sondrio – Centrale FS – Repubblica – Turati – Montenapoleone – Duomo – Missori – Crocetta – Porta Romana – Lodi TIBB – Brenta – Corvetto – Porto di Mare – Rogoredo FS – San Donato |